# Barnuló csigagomba
A barnuló csigagomba (Hygrophorus discoxanthus) a csigagombafélék családjába tartozó, Európában és Észak-Amerikában elterjedt, főleg bükkösökben élő gombafaj. 

## Megjelenése
A barnuló csigagomba kalapjának átmérője 2-6 cm, alakja kezdetben félgömbös, majd domborúvá, idősen lapossá, sőt bemélyedővé kiterülő. Széle aláhajló. Felszíne nyálkás; sima vagy kissé benőtten szálas. Színe fiatalon a tejfehértől a csontfehérig terjed, idősebb korban megbarnul. Húsa vékony, fehér színű, idővel megbarnul. Szaga jellegzetes, kőrisbogárra emlékeztet; íze nem jellegzetes.  
Ritkásan álló lemezei tönkhöz nőttek vagy kissé lefutók. Színük fehéres, idővel rozsdabarnák lesznek. Spórapora fehér. Spórái elliptikusak, felszínük sima, méretük 6,5-8 x 4-5 μm.
Tönkje 3-5 cm magas, 0,5-1 cm vastag. Alakja hengeres, esetleg lefelé vékonyodik; elgörbülhet. Felülete nyálkás, a kalap alatt szemcsés, lejjebb szálas. Színe fehér.

### Hasonló fajok
Hasonlít hozzá az elefántcsont-csigagomba és a kőrisszagú csigagomba, de ezek idősen nem barnulnak meg és az utóbbi tölgyesekben nő. 

## Elterjedése és termőhelye
Európában és Észak-Amerikában honos. Magyarországon nem ritka.
Meszes talajú lomberdőkben, főleg bükkösekben él. Augusztustól októberig terem. 
Ehető, de nem túl jóízű és nyálkássága miatt érdemes más gombákkal keverni.   

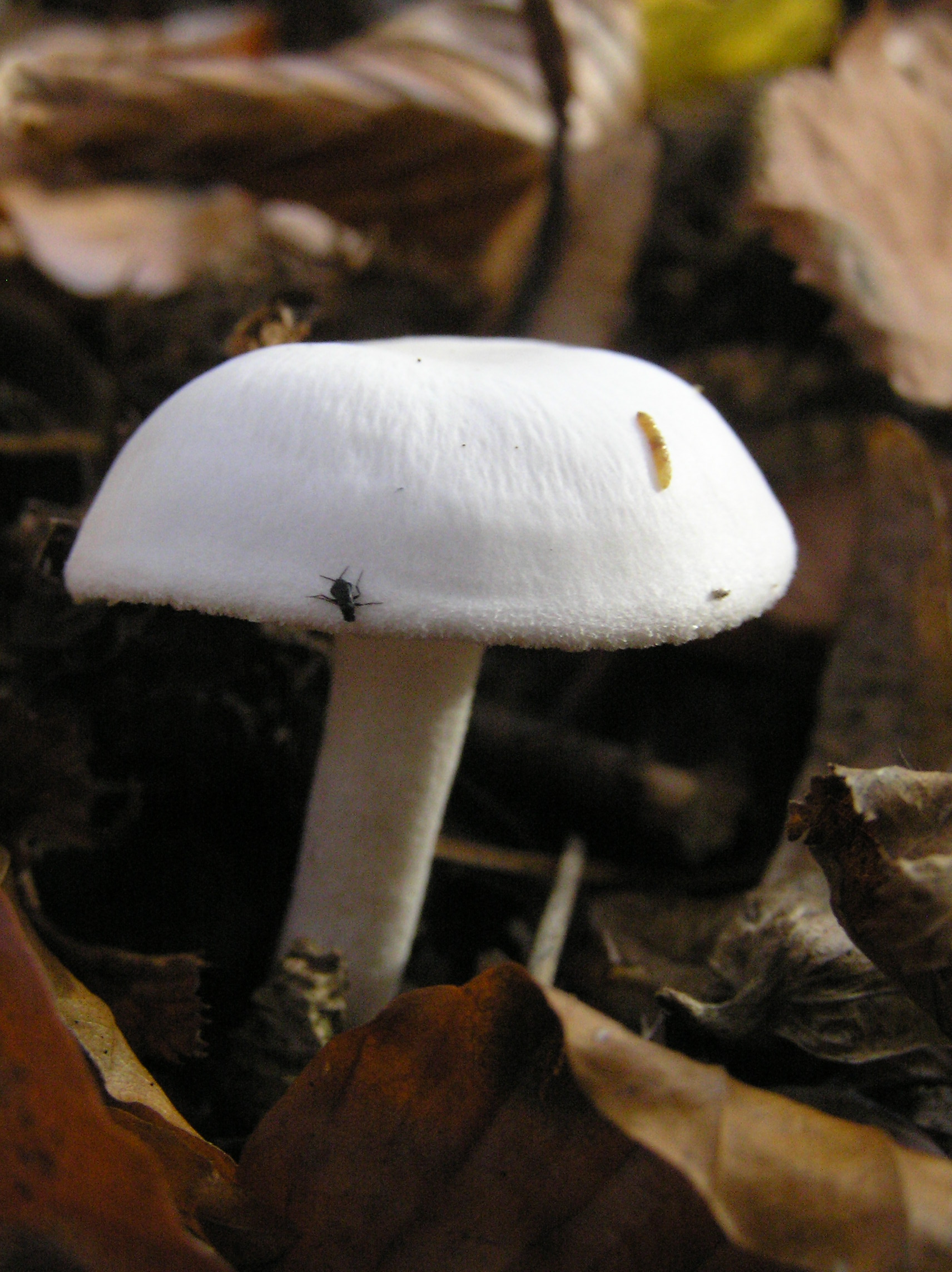
Barnuló csigagomba
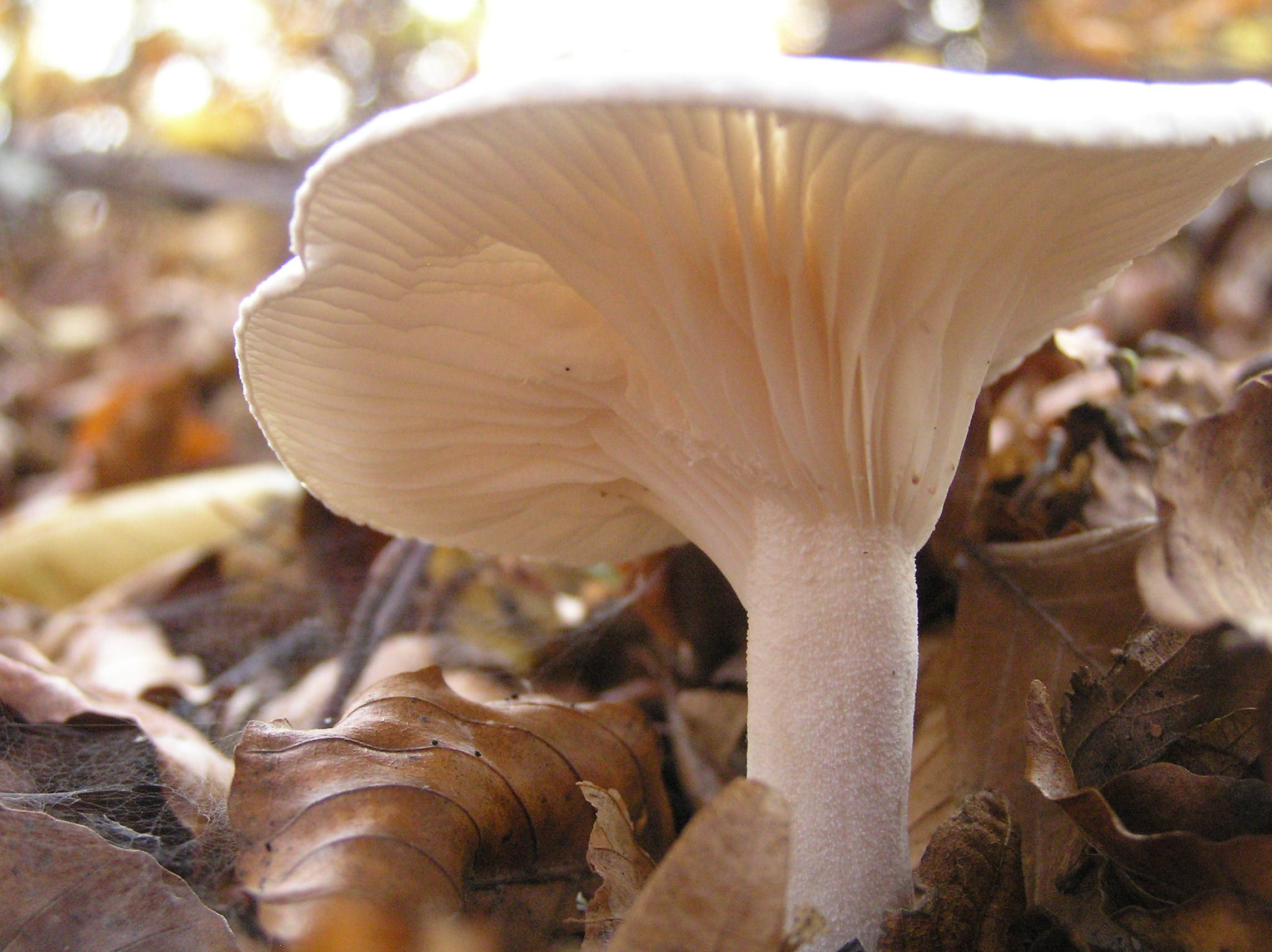
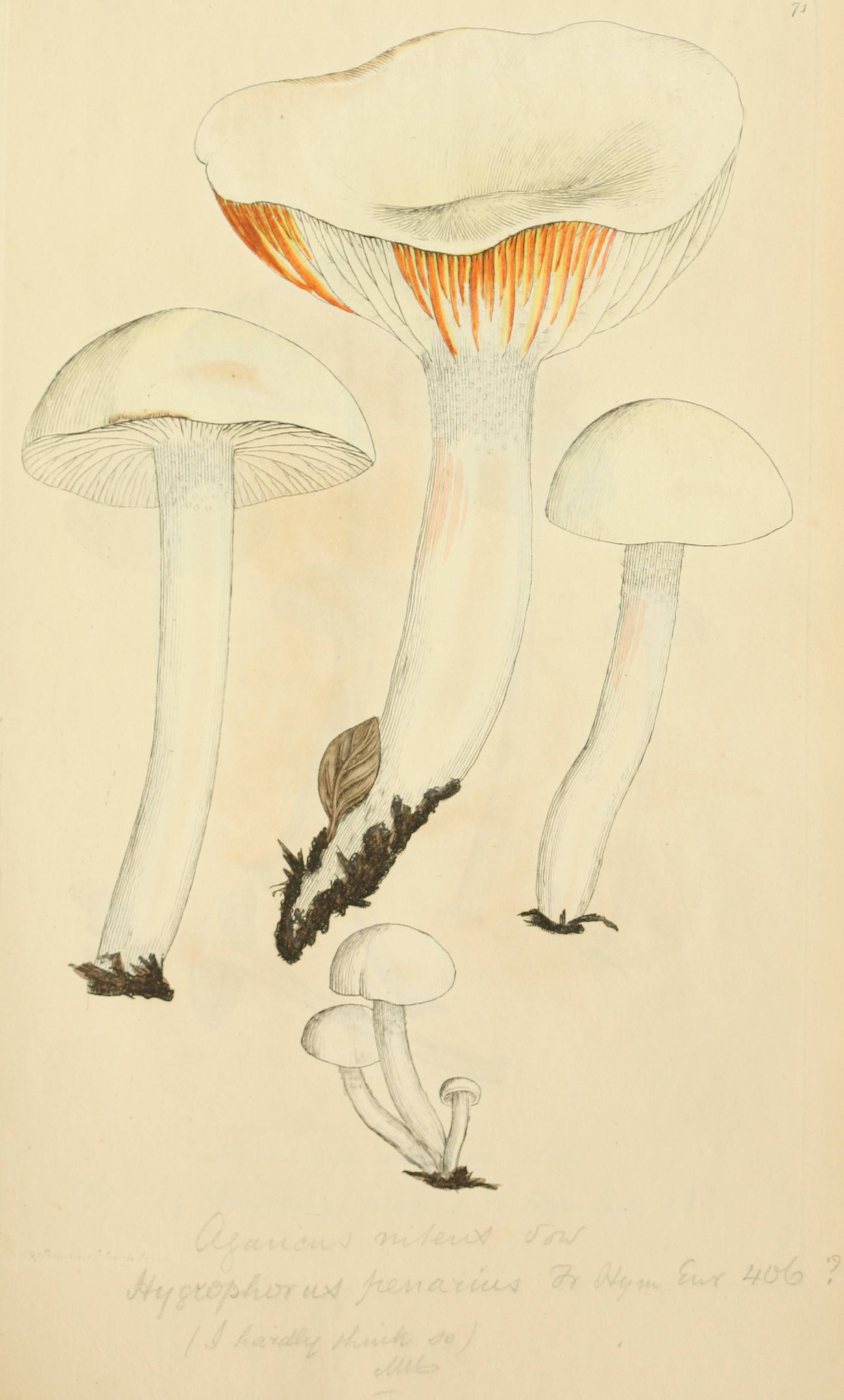
Ábrázolása egy angol gombakönyvben (1797-1809)